# Nền kinh tế Robinson Crusoe
Lý thuyết nền kinh tế Robinson Crusoe là một lý thuyết nền tảng được dùng để nghiên cứu những vấn đề cơ bản trong kinh tế. Lý thuyết trên đưa ra giả thuyết về một nền kinh tế với chỉ một người tiêu dùng, một người sản xuất và hai loại hàng hóa. Tiêu đề "Robinson Crusoe" là tên một nhân vật trong cuốn tiểu thuyết cùng tên được viết bởi Daniel Defoe năm 1719.
Nhiều nhà kinh tế chuyên ngành thương mại quốc tế nhận thấy tầm quan trọng của nền kinh tế được đơn giản hóa và lý tưởng hóa nói trên bởi vì nó có khả năng đơn giản hóa sự phức tạp của nền kinh tế trong thế giới thực. Các giả định ngầm là việc nghiên cứu nền kinh tế một tác nhân sẽ cung cấp những hiểu biết, những cái nhìn hữu ích về chức năng và hoạt động của một nền kinh tế trong thế giới thực với nhiều tác nhân. Lý thuyết về nền kinh tế Robinson Crusoe liên quan trực tiếp đến việc nghiên cứu hành vi của người tiêu dùng, hành vi của người sản xuất và điểm cân bằng trong nền kinh tế vi mô. Trong các lĩnh vực kinh tế khác, lý thuyết trên cũng được sử dụng như là một lý thuyết nền tảng. Ví dụ trong lĩnh vực tài chính công, lý thuyết nền kinh tế Robinson Crusoe được sử dụng để nghiên cứu về các loại hàng hóa công cộng đa dạng và các khía cạnh nhất định của lợi ích tập thể. Nó cũng được dùng trong kinh tế học tăng trưởng để phát triển những mô hình tăng trưởng dành cho các nước kém và đang phát triển để có thể bắt đầu đi vào một con đường phát triển ổn định bẳng tiết kiệm và đầu tư hợp lý.
Nền kinh tế Robinson Crusoe chỉ có một cá nhân duy nhất, đấy chính là bản thân Robinson Crusoe. Ông ấy đóng vai trò vừa là người sản xuất muốn tối đa hóa lợi nhuận, vừa là người tiêu dùng muốn tối đa hóa ích lợi của mình. Sự trao đổi thương mại có thể sẽ được diễn ra trong nền kinh tế này nếu có thêm sự xuất hiện của một người nữa, và đó là bạn của Robinson Crusoe, Thứ Sáu (Man Friday). Mặc dù trong cuốn tiểu thuyết thì Thứ Sáu chỉ đóng vai trò là người hầu của Robinson, nhưng trong lý thuyết nền kinh tế Robinson Crusoe thì ông ta được xem như là một người bình đẳng với Robinson và cũng có khả năng đưa ra quyết định. Bên cạnh đó, các điều kiện của hiệu quả Pareto cũng có thể được phân tích bằng cách vận dụng khái niệm hộp Edgeworth.
Các giả định cơ bản trong nền kinh tế Robinson Crusoe bao gồm: 
1. Hòn đảo nơi Robinson sống tách biệt hoàn toàn khỏi phần còn lại của thể giới (và do đó không thể trao đổi thương mại với thế giới bên ngoài).
2. Chỉ có một tác nhân kinh tế duy nhất (chính là Crusoe).
3. Mọi loại hàng hóa trên đảo phải được sản xuất hoặc tìm thấy từ những nguồn sẵn có.

## Nền tảng cơ bản

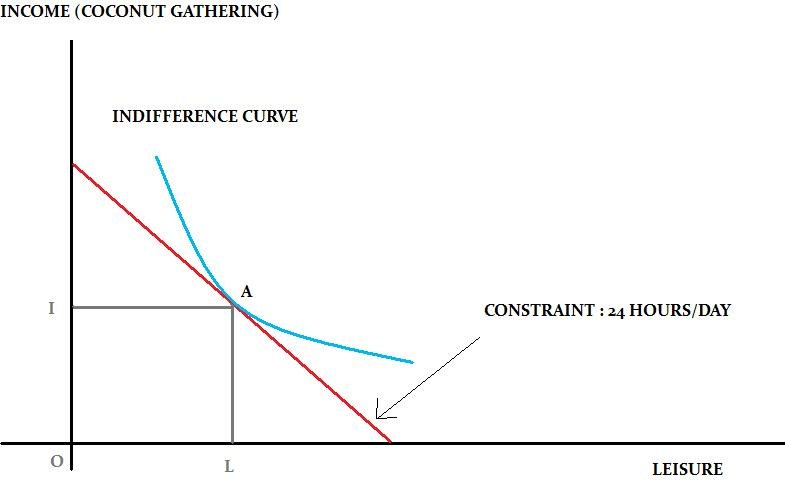
Hình 1: Sự ưu tiên thu nhập/giải trí trong nền kinh tế Robinson Crusoe.

Giả thiết được đưa ra là Robinson Crusoe bị đắm tàu và trôi dạt vào đảo hoang. Tương tự như những lựa chọn các hộ gia đình khác (hộ gia đình cũng chính là nguồn cung lao động) phải đối mặt, Crusoe chỉ có chỉ có duy nhất hai hoạt động chính, đó là tạo ra thu nhập và dành thời gian để giải trí.
Hoạt động tạo ra thu nhập trong trường hợp này là hái dừa. Như thường lệ, thời gian Robinson dành cho hoạt động giải trí càng nhiều thì ông ấy sẽ chỉ phải ăn ít hơn, và ngược lại, thời gian dành cho việc hái dừa càng nhiều thì càng ít thời gian để giải trí. Điều này được mô tả trong hình 1.

## Hàm sản xuất và đường bàng quan
Đường bàng quan của Crusoe mô tả sự ưu tiên của ông ta đối với việc giải trí và dừa, trong khi đó hàm sản xuất lại mô tả mối quan hệ về mặt kỹ thuật giữa thời gian làm việc và số lượng dừa ông ấy hái được. Nếu các trục của đồ thị số lượng dừa hái được và thời gian giải trí được đảo ngược cho nhau và vẽ thêm đường bàng quan cũng như hàm sản xuất, ta có hình 2 sau đây:

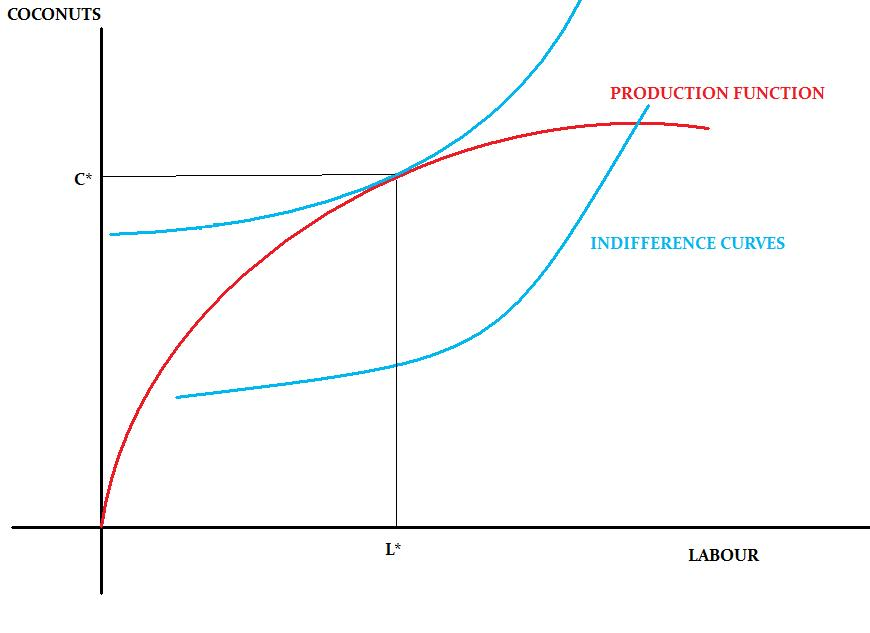
Hình 2: Hàm sản xuất và các đường bàng quan của nền kinh tế Robinson Crusoe

Hàm sản xuất là hàm lõm trong không gian hai chiều và là hàm tựa lõm trong không gian ba chiều. Điều này có nghĩa là nếu Robinson làm việc càng nhiều thì ông ta càng hái thêm được nhiều dừa. Tuy nhiên theo quy luật năng suất lao động cận biên giảm dần, số lượng dừa hái thêm được trong mỗi giờ lao động tăng ca có xu hướng giảm dần.
Điểm cân bằng của Crusoe giữa thời gian lao động và thời gian giải trí là điểm mà đường bàng quan cao nhất tiếp xúc với hàm sản xuất. Đây sẽ là điểm ưa thích nhất của Crusoe và sẽ không thay đổi với những ràng buộc được cho sẵn. Tại điểm cân bằng, độ dốc của đường bàng quan cao nhất đúng bằng độ dốc của hàm sản xuất.
Nhớ lại khái niệm Tỷ lệ thay thế cận biên (MRS) là tỷ lệ mà tại đó người tiêu dùng sẵn sàng từ bỏ một hàng hóa để tiêu dùng một hàng hóa khác trong khi vẫn duy trì được mức ích lợi của mình như cũ. Bên cạnh đó, sản phẩm cận biên của một đầu vào chính là lượng đầu ra được sản xuất thêm khi sử dụng thêm một đơn vị đầu vào. Ta có:
MPL = MRSGiải trí, Dừa
trong đó,
MPL = Sản phẩm cận biên của lao động, và
MRSGiải trí, Dừa =Tỷ lệ thay thế cận biên giữa Giải trí và Dừa.

## Vai trò nhiều mặt của Crusoe
Giả sử rằng Crusoe không đồng thời đóng vai trò tiêu dùng và sản xuất nữa. Ông ta quyết định sẽ sản xuất vào một ngày này và tiêu dùng vào ngày tiếp theo. Hai vai trò người tiêu dùng và sản xuất của ông ta được tách ra và nghiên cứu riêng rẽ để hiểu rõ lý thuyết về tiêu dùng và lý thuyết về sản xuất trong kinh tế học vi mô. Để phân chia thời gian của mình giữa việc trở thành người tiêu dùng và người sản xuất, ông ấy phải thiết lập nên hai thị trường đầy đủ thống nhất, thị trường dừa và thị trường lao động. Robinson cũng đồng thời phải lập nên một doanh nghiệp, trong đó ông ta đóng vai trò là cổ đông duy nhất. Doanh nghiệp muốn tối đa hóa lợi nhuận của mình bằng cách quyết định xem nên thuê bao nhiêu lao động và nên sản xuất ra bao nhiêu dừa theo các mức giá của doanh nghiệp. Là một người lao động trong doanh nghiệp, Crusoe sẽ được trả tiền lương, là một cổ đông của doanh nghiệp, ông ta sẽ thu được lợi nhuận và với vai trò là một người tiêu dùng, ông ta sẽ phải quyết định xem sẽ mua bao nhiêu dừa của doanh nghiệp dựa trên mức thu nhập cũng như giá hiện hành trên thị trường. Giả sử rằng một đơn vị tiền tệ được gọi là "dollar" được tạo ra bởi chính Crusoe để quản lý tài chính của mình. Để đơn giản, giả sử rằng giá một quả dừa là 1 dollar. Giả định này được đưa ra để đơn giản hóa các phép tính bởi vì mức giá không ảnh hưởng đến kết quả phân tích. Để chi tiết hơn, người đó có thể tham khảo khái niệm các hàng hóa chuẩn giá (numéraire).

### Người sản xuất

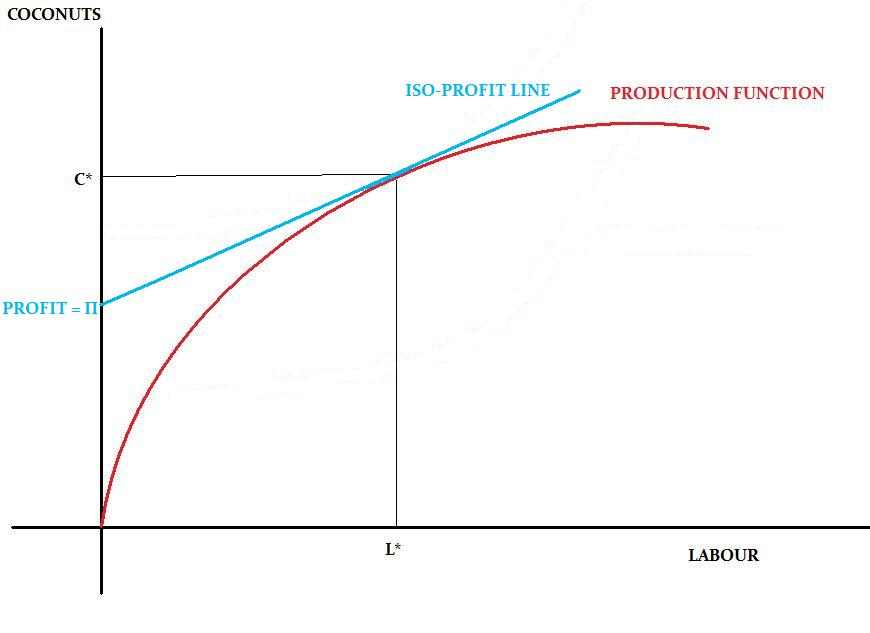
Hình 3: Điều kiện tối đa hóa lợi nhuận cho doanh nghiệp trong nền kinh tế Robinson Crusoe

Giả sử rằng khi doanh nghiệp sản xuất ra C quả dừa, Π là lợi nhuận nó thu được. Giả sử tiếp rằng doanh nghiệp thuê lao động với mức lương là w, L là số lao động sẽ được thuê. Ta có:
{\displaystyle \Pi =C-wL\,}
{\displaystyle C=\Pi +wL\,}
Các hàm số trên mô tả các đường đồng lợi nhuận (quỹ tích của các kết hợp giữa lao động và dừa mang lại một mức lợi nhuận Π giống nhau). Lợi nhuận có thể được tối đa hóa khi sản phẩm cận biên của lao động bằng với mức lương (sản phẩm cận biên của chi phí). Tức là:
MPL = w
Ở trên đồ thị, đường đồng lợi nhuận phải tiếp xúc với hàm sản xuất.
Hệ số chặn của đường đồng lợi nhuận cho biết mức lợi nhuận mà doanh nghiệp của Robinson Crusoe sẽ tạo ra được. Mức lợi nhuận Π này có khả năng mua được Π dollar dừa. Vì mức giá của dừa là 1 dollar/quả, Π quả dừa có thể được mua. Doanh nghiệp cũng sẽ thông báo đạt được Π dollar cổ tức. Số cổ tức này sẽ được chia cho cổ đông duy nhất của doanh nghiệp, chính là Crusoe.

### Người tiêu dùng

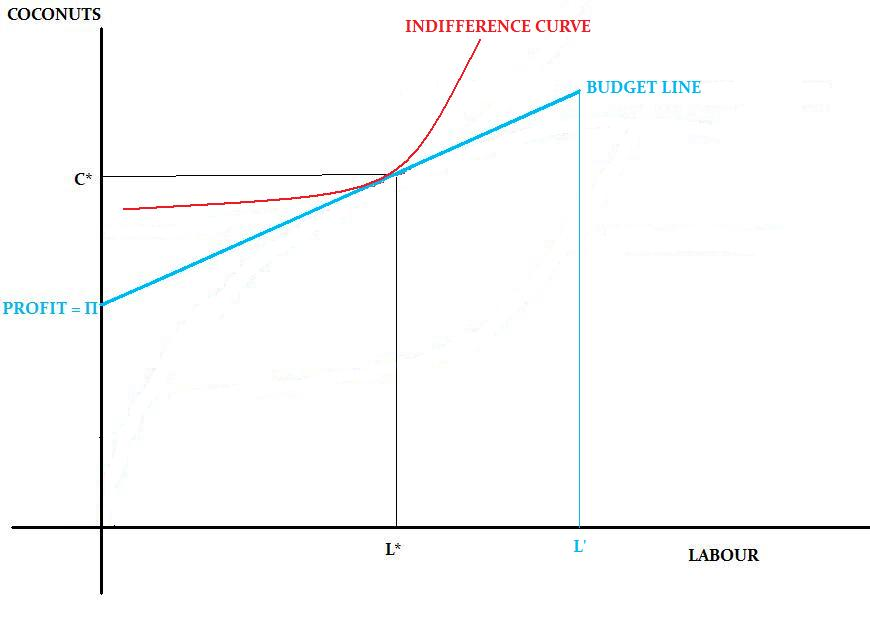
Hình 4: Vấn đề tối đa hóa của Robinson Crusoe chỉ ra đường ngân sách và đường bàng quan của ông

Là một người tiêu dùng, Robinson sẽ quyết định thời gian dành cho làm việc (hay giải trí) của mình là bao nhiêu. Robinson có thể chọn cách không làm việc, vì ông ấy có khoản tiền Π dollar cổ tức. Tuy nhiên, thay vì thế hãy xem xét một trường hợp thực tế hơn, đó là ông ấy quyết định sẽ làm việc trong một vài giờ. Lựa chọn hao phí lao động của ông ấy có thể được mô tả như trong hình 4:
Lưu ý rằng lao động là một loại hàng hóa "tồi", tức là loại hàng hóa mà không một người tiêu dùng nào ưa thích cả. Sự hiện diện của lao động trong giỏ hàng tiêu dùng của mình làm giảm đi ích lợi mà Robinson nhận được. Mặt khác, dừa cũng là hàng hóa. Đây cũng là lý do vì sao đường bàng quan có độ dốc dương. Lượng lao động tối đa được ký hiệu là L. Khoảng cách từ L đến điểm cung lao động (L*) chính là nhu cầu muốn được giải trí của Crusoe.
Hãy chú ý đường ngân sách của Crusoe. Đường này có độ dốc là w và đi qua điểm (0,Π). Điểm này là mức tiền có sẵn ban đầu của Crusoe, tức là khi Crusoe cung cấp 0 giờ lao động, ông ấy vẫn có Π quả dừa để tiêu dùng. Biết được mức lương, Crusoe sẽ quyết định thời gian làm việc và giải trí là bao nhiêu, trong đó:
MRSGiải trí, Dừa = w

## Điểm cân bằng

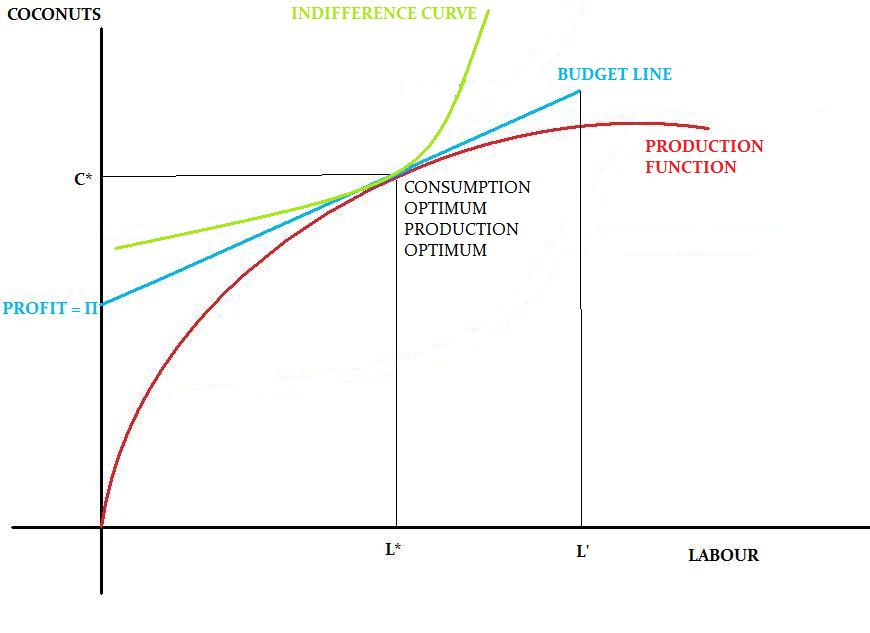
Hình 5: Điểm cân bằng trong sản xuất và tiêu dùng trong nền kinh tế Robinson Crusoe

Tại điểm cân bằng, nhu cầu về dừa sẽ bằng với mức cung về dừa và nhu cầu cho lao động sẽ bằng mức cung cho lao động.
Điều này xảy ra khi ta kết hợp hai đồ thị của người tiêu dùng và người sản xuất lại với nhau. Lưu ý rằng,
MRSGiải trí, Dừa = w
MPL = w
-=> MRSGiải trí, Dừa = MPL
Điều này đảm bảo rằng các độ dốc của đường bàng quan, hàm sản xuất và đường ngân sách là bằng nhau.
Kết quả là, Crusoe sẽ tiêu dùng tại cùng một điểm nếu ông ấy ra tất cả các quyết định nói trên cùng một lúc. Nói cách khác, sử dụng hệ thống thị trường sẽ cho ra cùng một kết quả khi lựa chọn phương án tối thiểu hóa chi phí và tối đa hóa ích lợi cá nhân. Đây là một kết luận quan trọng khi đặt nó vào góc độ vĩ mô bởi vì nó ám chỉ rằng tồn tại một tập hợp các mức giá cho đầu vào và đầu ra trong nền kinh tế sao cho hành vi tối đa hóa lợi nhuận của các doanh nghiệp cùng với hành vi tối đa hóa ích lợi của các cá nhân dẫn đến sự cân bằng của cung và cầu hàng hóa trên mọi thị trường. Điều này có nghĩa rằng điểm cân bằng cạnh tranh có thể xuất hiện. Ưu điểm của điểm cân bằng cạnh tranh là đạt được sư phân bổ hiệu quả các nguồn tài nguyên. Nói cách khác, không một tác nhân kinh tế nào có thể đạt được tình trạng tốt hơn mà không làm bất kì một tác nhân kinh tế khác phải chịu thiệt.

## Đường khả năng sản xuất với hai loại hàng hóa
Hãy giả sử rằng ngoài dừa ra thì Crusoe còn có thể sản xuất thêm một loại hàng hóa khác nữa, ví dụ như là cá. Bây giờ, Robinson phải quyết định phân bổ thời gian như thế nào cho cả hai hoạt động, tức là ông ta sẽ hái bao nhiêu dừa và đánh bắt bao nhiêu cá. Tập hợp các điểm kết hợp số lượng dừa và cá ông ta có thể tạo ra bằng việc phân chia thời gian cho mỗi hoạt động được gọi là tập hợp các khả năng sản xuất, được mô tả trong hình 6:

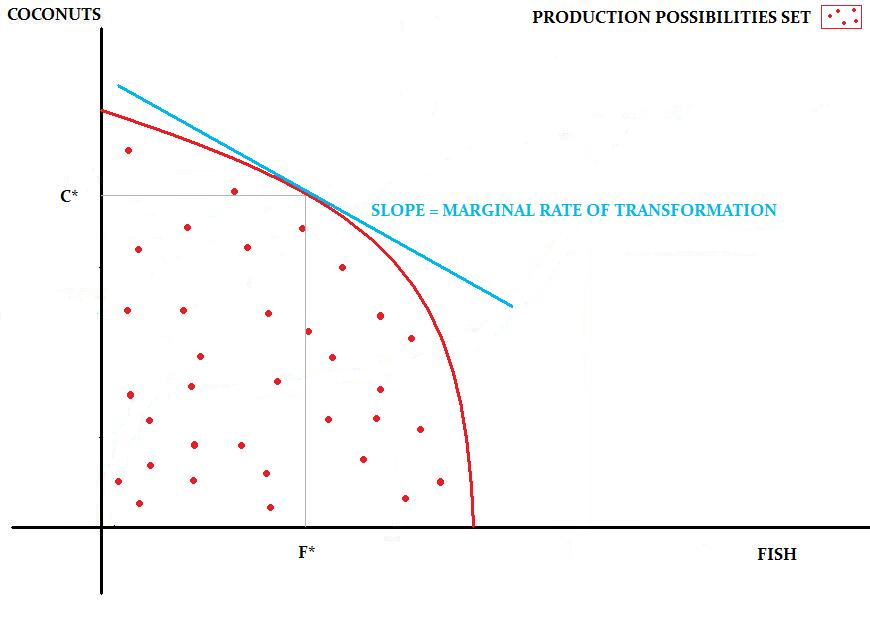
Hình 6: Tập hợp các khả năng sản xuất trong nền kinh tế Robinson Crusoe với hai hàng hóa.

Đường biên của tập hợp các khả năng sản xuất được gọi là đường giới hạn khả năng sản xuất (Production possibility frontier – PPF). Đường cong này cho biết các sản lượng khả thi mà Crusoe có thể tạo ra, với ràng buộc về công nghệ được cố định và lượng tài nguyên được cho trước. Trong trường hợp này, nguồn tài nguyên và ràng buộc về công nghệ chính là sức lao động của Crusoe.
Điểm lưu ý quan trọng đó là hình dạng của đường giới hạn khả năng sản xuất phụ thuộc vào bản chất của công nghệ được sử dụng trong sản xuất. Ở đây, công nghệ đề cập đến các loại hiệu suất thay đổi theo quy mô phổ biến. Trong hình 6, giả định ban đầu ở đây thường là hiệu suất giảm dần theo quy mô, bởi vậy PPF là hàm lõm. Trong trường hợp chúng ta giả định rằng hiệu suất tăng dần theo quy mô, giả sử rằng Crusoe bắt tay vào việc sản xuất hàng loạt và do đó chi phí của ông ta giảm dần, thì PPF sẽ là hàm lồi. PPF sẽ là đường thẳng tuyến tính và đi xuống trong hai trường hợp sau:
1. Công nghệ dùng để hái dừa và đánh bắt cá có tính chất hiệu suất không đổi theo quy mô.
2. Chỉ có duy nhất một đầu vào trong quá trình sản xuất.

Bởi vậy trong nền kinh tế Robinson Crueso, đường PPF sẽ là đường thẳng tuyến tính bởi vì một trong hai lý do trên.

### Tỷ lệ chuyển đổi cận biên
Giả sử rằng Crusoe có thể sản xuất ra 4 pound cá và 8 pound dừa mỗi giờ. Nếu ông ta dành ra Lf giờ cho việc đánh bắt cá và Lc giờ cho việc hái dừa, ông ta sẽ sản xuất ra được 4Lf pound cá và 8Lc pound dừa. Giả sử rằng ông ta quyết định sẽ làm việc 12 giờ một ngày. Khi đó tập hợp các khả năng sản xuất sẽ bao gồm tất cả các sự kết hợp giữa F cá và C dừa như sau:
{\displaystyle F=4L_{f}\,}
{\displaystyle C=8L_{c}\,}
{\displaystyle L_{f}+L_{c}=12\,}
Giải hai phương trình đầu và thay thế vào phương trình thứ ba, ta có:
{\displaystyle F/4+C/8=12\,}
Phương trình này biểu diễn đường giới hạn khả năng sản xuất của Crusoe. Độ dốc của đường PPF này thể hiện tỷ lệ chuyển đổi cận biên (MRT), cho biết phải từ bỏ bao nhiêu hàng hóa đầu tiên để có thể sản xuất ra thêm 1 đơn vị hàng hóa thứ hai. Nếu Crueso giảm thời gian cho đánh bắt cá đi 1 giờ thì lượng cá đánh bắt được sẽ giảm đi bốn con. Nếu ông ta dành 1 giờ kia vào việc hái dừa, ông ấy sẽ hái thêm được 8 quả dừa. Do đó ta có:
MRT Dừa, Cá {\displaystyle ={\Delta C \over {\Delta F}}\,} {\displaystyle =-8/4=-2\,}

### Lợi thế cạnh tranh
Trong phần này, ta sẽ nghiên cứu việc trao đổi thương mại bằng cách đưa thêm một người nữa vào nền kinh tế. Giả sử rằng người mới được thêm vào nền kinh tế Robinson Crusoe này có những kĩ năng khác nhau trong việc đánh bắt cá và hái dừa. Ta gọi người thứ hai này là Thứ Sáu.
Thứ Sáu có thể sản xuất ra 8 pound cá và 4 pound dừa trong mỗi giờ làm việc. Nếu ông ta quyết định làm việc trong 12 giờ thì tập hợp các khả năng sản xuất của ông ta được biểu diễn bởi phương trình dưới đây:
{\displaystyle F=8L_{f}\,}
{\displaystyle C=4L_{c}\,}
{\displaystyle L_{f}+L_{c}=12\,}
{\displaystyle =>F/8+C/4=12\,}
Do vậy, MRT Dừa, Cá {\displaystyle ={\Delta C \over {\Delta F}}\,} {\displaystyle =-4/8=-1/2\,}
Điều này có nghĩa rằng, với mỗi một pound dừa mà Thứ Sáu từ bỏ thì ông ấy có thể sản xuất ra thêm 2 pound cá nữa.
Bởi vậy, ta có thể nói Thứ Sáu có lợi thế cạnh tranh trong việc săn bắt cá, trong khi đó Crusoe có lợi thế cạnh tranh trong việc hái dừa. Các đường PPF tương ứng của họ có thể được biểu diễn trong đồ thị sau đây: 

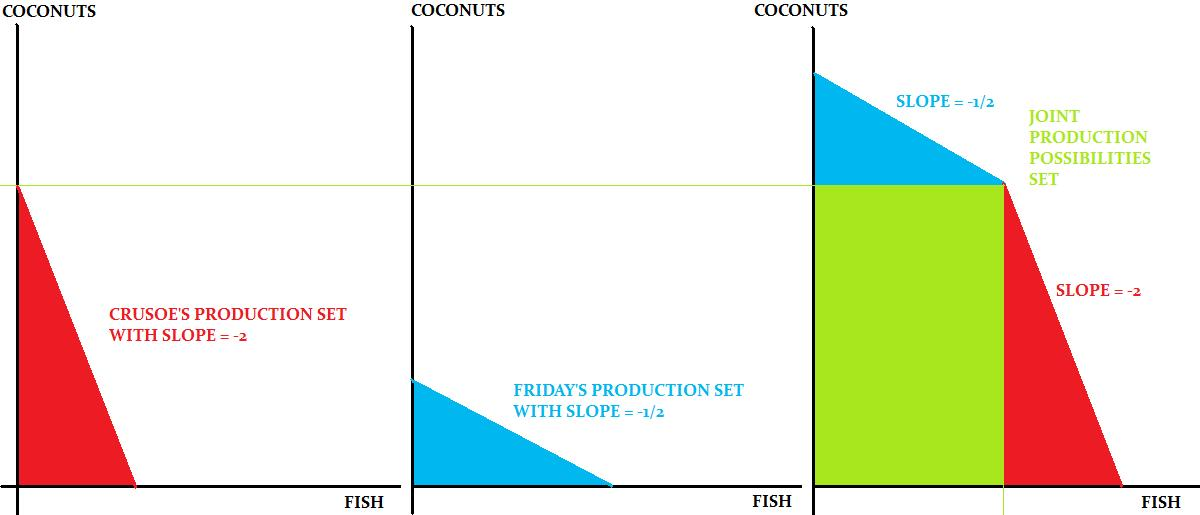
Hình 7: Các khả năng sản xuất chung trong nền kinh tế Robinson Crusoe.

Đồ thị tập hợp các khả năng sản xuất ngoài cùng bên phải cho biết tổng sản lượng của cả hai loại hàng hóa được sản xuất ra bởi cả Crusoe lẫn Thứ Sáu. Nó là sự kết hợp tốt nhất của cả hai người. Nếu cả hai người cùng chỉ mỗi hái dừa, nền kinh tế sẽ có tổng cộng 144 pound dừa, trong đó 96 pound từ Crusoe và 48 pound từ Thứ Sáu (kết quả này thu được bằng cách cho F=0 ở cả hai phương trình PPF rồi giải ra). Ở trong trường hợp này, hệ số góc của đường hợp PPF là -1/2.
Nếu chúng ta muốn có thêm cá, chúng ta nên chuyển người có lợi thế trong việc sản xuất cá (ở đây là Thứ Sáu) từ việc hái dừa sang việc đánh bắt cá. Khi Thứ Sáu sản xuất ra được 96 pound cá, ta nói ông ấy đạt được toàn dụng nhân công. Nếu việc đánh bắt cá bắt đầu vượt quá điểm toàn dụng, Crusoe cũng sẽ bắt đầu công việc đánh bắt cá. Ở đây, hệ số góc của đường hợp PPF sẽ là -2. Nếu chúng ta chỉ muốn sản xuất cá thì nền kinh tế sẽ có 144 pound cá, 48 pound từ Crusoe và 96 pound từ Thứ Sáu. Do đó, đường hợp PPF sẽ bị gấp khúc bởi vì Crusoe và Thứ Sáu có lợi thế cạnh tranh ở các loại hàng hóa khác nhau. Khi mà nền kinh tế có ngày càng nhiều cách để sản xuất ra sản phẩm cũng như có nhiều loại lợi thế cạnh tranh khác nhau, đường PPF sẽ trở thành lõm.

## Hiệu quả Pareto
Giả sử rằng có c đơn vị quả dừa và f đơn vị con cá có sẵn để tiêu thụ trong nền kinh tế Robinson Crusoe. Cho trước gói vốn ban đầu là (c,f), gói hiệu quả Pareto có thể được xác định tại tiếp tuyến chung của các đường bàng quan của Crusoe và Friday trong hộp Edgeworth dọc theo tập hợp Pareto (đường giao kèo). Đây là những gói điểm mà tại đó tỷ lệ thay thế cận biên (MRS) của Crusoe và Thứ Sáu bằng nhau. Trong một nền kinh tế trao đổi đơn giản, đường giao kèo mô tả tập hợp các gói làm cạn kiệt lợi ích từ việc trao đổi. Nhưng trong nền kinh tế Robinson Crusoe/Thứ Sáu, có một cách khác để trao đổi hàng hóa - sản xuất ít đi một loại mặt hàng này và sản xuất nhiều thêm một loại mặt hàng khác. 

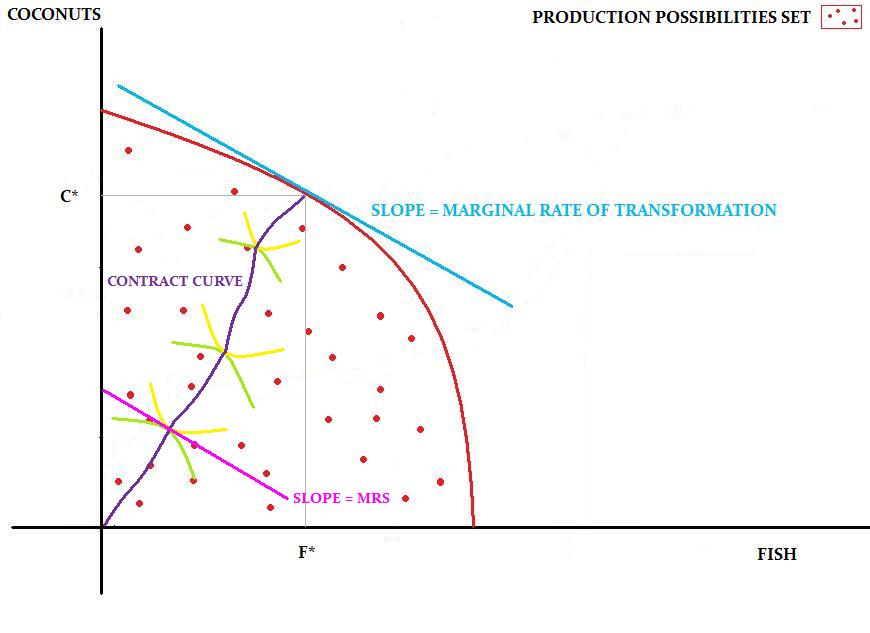
Hình 8: Tập hợp các khả năng sản xuất trong nền kinh tế Robinson Crusoe và hộp Edgeworth chỉ ra một tình huống hiệu quả Pareto

Ở hình 8, rõ ràng là nền kinh tế hoạt động tại điểm mà tỷ lệ thay thế cận biên của cả Crusoe lẫn Thứ Sáu đều không bằng với tỷ lệ chuyển đổi cận biên giữa dừa và cá, và do đó không thể đạt hiệu quả Pareto. Nguyên do là bởi vì tỷ lệ mà tại đó, giả sử, Thứ Sáu sẵn sàng trao đổi dừa để lấy cá khác với tỷ lệ mà dừa có thể chuyển đổi được thành cá. Do đó, chỉ có một cách để Thứ Sáu được lợi hơn đó là sắp xếp lại mô hình sản xuất.
Hiệu quả Pareto khi:
MRT Dừa, Cá = MRSDừa, Cá 
(đối với cả Crusoe lẫn Thứ Sáu)
Điều này có thể đạt được trong thị trường cạnh tranh bằng cách phá bỏ sự tập trung hóa các quyết định sản xuất và tiêu dùng, tức là cả Crusoe lẫn Thứ Sáu sẽ phải tự mình giải quyết vấn đề sản xuất và tiêu dùng bao nhiêu một cách độc lập.